# كلينت هوارد
كلينت هوارد (بالإنجليزية: Clint Howard) ، من مواليد 20 أبريل 1959م، وهو ممثل أمريكي، بدأ مشواره الفني عام 1962م، وهو الأخ الأصغر للممثل والمخرج السينمائي رون هوارد.

## وصلات خارجية
- كلينت هوارد على موقع IMDb (الإنجليزية)
- كلينت هوارد على موقع روتن توميتوز (الإنجليزية)
- كلينت هوارد على موقع ألو سيني (الفرنسية)
- كلينت هوارد على موقع ميوزك برينز (الإنجليزية)
- كلينت هوارد على موقع أول موفي (الإنجليزية)
- كلينت هوارد على موقع قاعدة بيانات الأفلام السويدية (السويدية)
- كلينت هوارد على موقع إن إن دي بي (الإنجليزية)
- كلينت هوارد على موقع ديسكوغز (الإنجليزية)
- كلينت هوارد على موقع قاعدة بيانات الفيلم (الإنجليزية)
- كلينت هوارد على موقع كينوبويسك (الروسية)
- كلينت هوارد على موقع ماي سبيس
- The Kempsters على موقع ماي سبيس
- About Me, Howard's biographical page from the website for The Clint Howard Variety Show
- Oct 2008 Interview نسخة محفوظة 5 يناير 2011 على موقع واي باك مشين. with L.A. Record
- The Clint Howard Project في أرشيف الإنترنت(أرشفت في  نوفمبر 2, 2001)